# はと座
はと座（）は、現代の88星座の1つ。おおいぬ座の南西、うさぎ座の南の位置に16世紀に考案された新しい星座で、ノアの方舟の伝承に登場するハトをモチーフとしている。

## 主な天体

### 恒星
2024年1月現在、国際天文学連合 (IAU) によって4個の恒星に固有名が認証されている。
- α星：太陽系から約286 光年の距離にある、見かけの明るさ2.65 等、スペクトル型 B9Ve のB型主系列星で、3等星[8]。はと座で最も明るく見える恒星。分光スペクトル中に強い水素の輝線が見られるBe星に分類されている[8]。アラビア語でジュズカケバトを意味する言葉に由来する[9]「ファクト[10](Phact[7])」という固有名を持つ。
- β星：太陽系から約88 光年の距離にある、見かけの明るさ3.12 等、スペクトル型 K1III_CN+1 の赤色巨星で、3等星[11]。アラビア語で「重さ」を意味する言葉に由来する[12]「ワズン[10](Wazn[7])」という固有名を持つ。
- θ星：太陽系から約782 光年の距離にある、見かけの明るさ4.994等、スペクトル型B7IIIの青色巨星で、5等星[13]。アラビア語で「孤独なものたち」を意味する言葉に由来する「エルクルド[10](Elkurud[7])」という固有名を持つ。
- WASP-63：太陽系から約942 光年の距離にある、見かけの明るさ11.15 等、スペクトル型 G8 の11等星[14]。2011年に木星の0.38倍の質量を持つ太陽系外惑星が発見された[15]。2022年に開催されたIAUの太陽系外惑星命名キャンペーン「NameExoWorlds 2022」でクロアチア共和国のグループからの提案が採用され、主星は Kosjenka、太陽系外惑星は Regoč  と命名された[16]。

このほか、以下の恒星が知られている。
- μ星：太陽系から約1,890 光年の距離にある、見かけの明るさ5.18 等、スペクトル型 O9.5V のO型主系列星で、5等星[17]。逃走星として知られる。「約250万年前にこの星とオリオン座ι星Bの連星系とぎょしゃ座AE星とオリオン座ι星Aの連星系が互いに接近して重力相互作用し合った結果、この星とぎょしゃ座AE星が弾き出され、オリオン座ι星AとBが連星として現在の位置に残った」とする説が出されている[18]。

### 星団・星雲・銀河

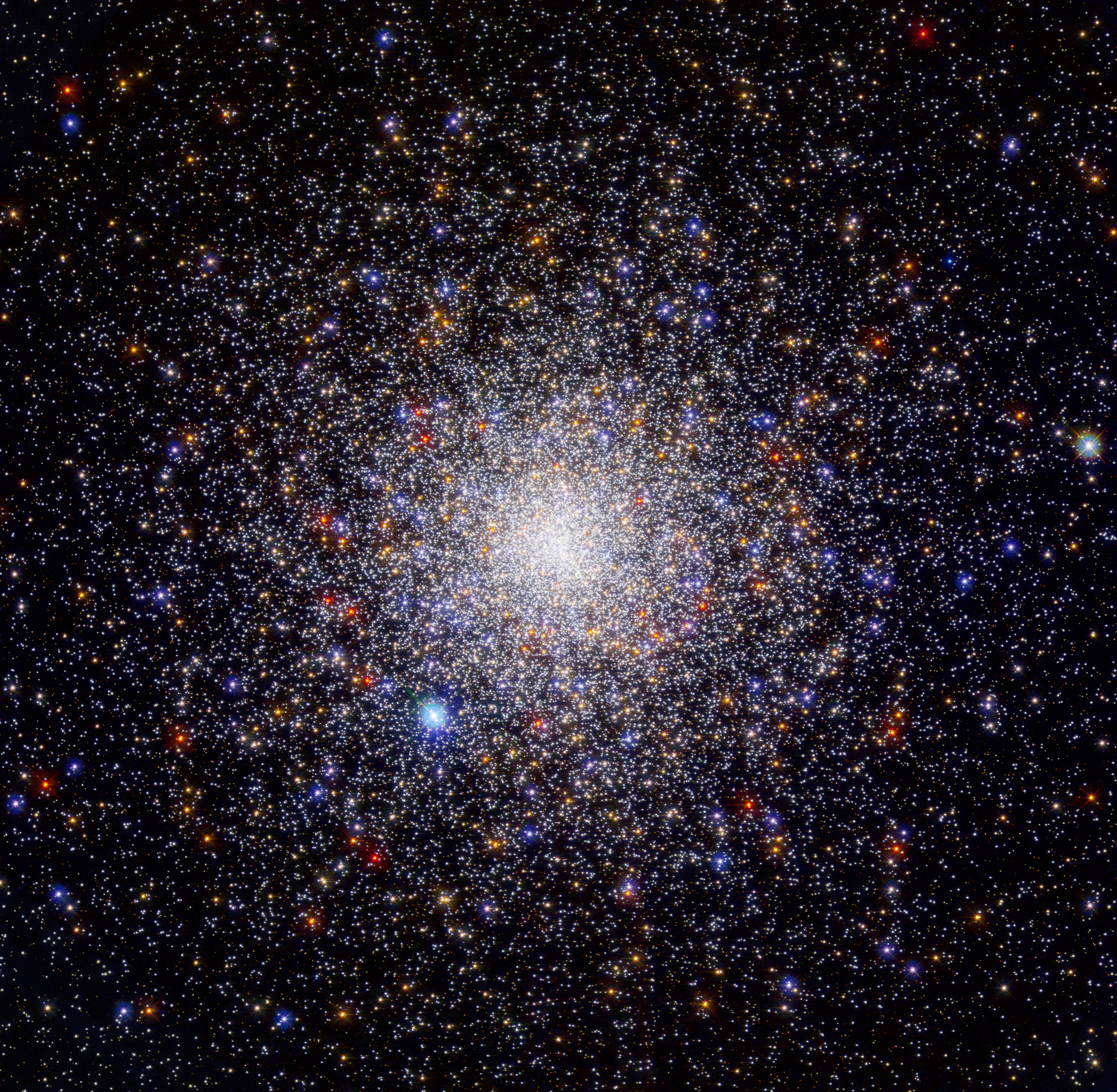
ハッブル宇宙望遠鏡の広視野カメラWFC3で撮像された球状星団NGC1851。

いわゆる「メシエ天体」は1つもないが、パトリック・ムーアがアマチュア天文家の観測対象に相応しい星団・星雲・銀河を選んだコールドウェルカタログに選ばれた球状星団が1つある。
- NGC 1851：太陽系から約3万7000 光年の距離にある球状星団[20]。1826年5月29日にジェームス・ダンロップ（英語版）によって発見された[21]。コールドウェルカタログの73番に選ばれている[19]。

## 流星群
IAUの流星データセンター (IAU Meteor Data Center) で確定された流星群 (Established meteor showers) とされた流星群のうち、はと座の名前を冠するものは1つもない。

## 由来と歴史
はと座の歴史は、オランダの天文学者で地図製作者のペトルス・プランシウスが、1592年に大きな壁掛け地図を製作した際に、地図の脇に小さな星図を描き、その中でおおいぬ座の南西に鳥の姿を描いたことに始まる。ただし、このときプランシウスは名前を付けていない。1594年作成の小世界地図や、1598年製作の天球儀の上にもハトの姿が見られるが、名前は示されなかった。
天球儀上に描かれたハトに初めて星座名を付けたのは、オランダの天文学者で地図製作者のウィレム・ブラウであった。ブラウは、プランシウスやヨドクス・ホンディウスの天球儀から星の位置をコピーして1602年に天球儀を製作した。ブラウはこの天球儀上に、オリーブを咥えアルゴ船に向かって飛ぶハトの姿を描き、それに「ノアのハト」を意味する Columba Noë という星座名を記した。また、アルゴ座には「Argo Navis, Arca Noë（アルゴ船、ノアの方舟）」という名称を付け、このハトが旧約聖書創世記で語られるノアの方舟の伝承に登場する、ノアに大洪水が退いたことを知らせたハトであることを明らかに示した。ドイツのヨハン・バイエルは、1603年に著した天文書『ウラノメトリア』ではと座を独立した星座として扱っていないものの、Canis Major（おおいぬ座）の星図の中で犬の右下に鳩を描き、星表ではυの符号をつけて Recentioribus Columba（「最近は鳩」）と記した。同年にオランダの航海士フレデリック・デ・ハウトマンが製作し、オランダ語のマレー語辞典に添付した星表では、オランダ語で「オリーブを咥えたハト」を意味する De Duyve met den Olijftak と記された。さらには考案者のプランシウスも、1613年に製作した天球儀に「ノアのハト」を意味する Columba Noachi と記し、これがノアの方舟の伝承に登場するハトであることを示している。
17世紀初めに描かれたはと座。
- バイエル『ウラノメトリア』（1603年）に描かれたハト。
- ウィレム・ブラウ製作の天球儀（1602年）に描かれた「ノアのハト (Columba Noë)」と「ノアの箱舟 (Arca Noë)」。ハトはオリーブを咥えて船に向かって飛んでいる。
- ユリウス・シラーの天文書『Coelum Stellatum Christianum』（1627年）に描かれた、現在のおおいぬ座、うさぎ座、はと座の領域。ノアの方舟にオリーブを咥えて戻るハトの姿が描かれている。

初めて星図と星表の両方にハトの星座を記したのは、ドイツの天文学者ヤコブス・バルチウスであった。バルチウスは、1624年に出版した天文書『Usus astronomicus planisphaerii stellati』の中で、星座絵こそ描かなかったものの星図と星表の両方に Columba と記した。またバルチウスは、ユリウス・シラーがバイエルと共同製作を進めていた星図『Coelum Stellatum Christianum』を1627年に出版した。この星図は、『ウラノメトリア』を最新の観測記録にアップデートするとともに、全ての星座をキリスト教に由来した事物に置き換えようという壮大な目論見の下にシラーとバイエルが製作を進めていたもので、完成を前に両名が相次いで他界したため、バルチウスが後を引き継いで出版したものであった。この星図でも、オリーブを咥えてノアの方舟に向かって飛ぶ Columbæ Noachi として描かれていた。

はと座の星に振られたバイエル符号風のギリシア文字の符号は、18世紀フランスの天文学者ニコラ＝ルイ・ド・ラカイユが振ったものである。ラカイユは、αからσまでのギリシア文字を振ったが、このうちζ・ι・ξは使わなかった。ラカイユが付した符号は、19世紀イギリスの天文学者フランシス・ベイリーが編纂した『The Catalogue of Stars of the British Association for the Advancement of Science』（1845年）に全面的に引き継がれた。さらに、アメリカの天文学者ベンジャミン・グールドが1879年に出版した『Uranometria Argentina』で星座の境界線が引き直した際に新たにξ星が加えられた。
1922年5月にローマで開催されたIAUの設立総会で現行の88星座が定められた際にそのうちの1つとして選定され、星座名は Columba、略称は Col と正式に定められた。
かつては「フランスの天文学者オギュスタン・ロワーエによって1679年に設定された」とする説が流布されていた。実際は、先述のようにハトの星座のオリジナリティはプランシウスにあり、近世星座史の研究が進んだ2010年代以降はプランシウスの考案とされている。

### 中国
『古今図書集成』に描かれたはと座の星
- 參宿圖。下部にある「屎」は、はと座μ星と対応している。
- 南河三星北河三星圖。右下に「丈人」・「子」・「孫」の3つの星官が並ぶ。その先にある「老人」はカノープスである。

ドイツ人宣教師イグナーツ・ケーグラー（戴進賢）らが編纂し、清朝乾隆帝治世の1752年に完成・奏進された星表『欽定儀象考成』では、はと座の星々は二十八宿の西方白虎七宿の第七宿「参宿」と南方朱雀七宿の第一宿「井宿」に配されていた。
参宿では、排泄物を表す星官「屎」にμ星が充てられていた。井宿では、α・εの2星が祖父を表す星官「丈人」に、λ・βの2星が子供を表す星官「子」に、κ・θの2星が孫を表す星官「孫」に、それぞれ配された。

## 神話
この星座のモチーフとされたのは、旧約聖書『創世記』に書かれたノアの方舟の物語に登場するハトである。神の起こした大洪水を逃れたノアの方舟はアララト山にとどまった。山々の頂が見えるようになってから40日後、ノアは方舟の窓を開いてカラスを放ったが、カラスは帰ってこなかった。次にハトを放ったが、ハトは止まるところを見つけられずに方舟へ戻ってきた。ノアは7日後に再びハトを放った。夕方にノアのもとへ戻ってきたハトはくちばしにオリーブの若葉を咥えていた。これによりノアは地から水がひいたことを知った。さらに7日後にもう一度ハトを放ったところ、ハトはもう帰ってこなかった。

## 呼称と方言
世界で共通して使用されるラテン語の学名は Columba、日本語の学術用語としては「はと」とそれぞれ正式に定められている。現代の中国では、「天のハト」を意味する天鴿座と呼ばれている。
日本では、1879年（明治12年）にノーマン・ロッキャーの著書『Elements of Astronomy』を訳した『洛氏天文学』が刊行された際に、ラテン語のカタカナ書きで「コロムバノアキ」、英語のカタカナ書きで「ノアスドーブ」と紹介されていた。のちに「鳩」という訳が充てられ、1908年（明治41年）4月に創刊された日本天文学会の会誌『天文月報』では同年12月の第9号から「鳩」という星座名が記された星図が掲載されている。1910年（明治43年）2月に訳語が改訂された際も「鳩」がそのまま使用された。この訳名は、1925年（大正14年）に初版が刊行された『理科年表』にも「鳩（はと）」として引き継がれ、1944年（昭和19年）に学術研究会議が天文学用語の見直しを行った際も「鳩（はと）」が継続して採用された。戦後の1952年（昭和27年）7月、日本天文学会は「星座名はひらがなまたはカタカナで表記する」とした。このときに、Columba の訳名は「はと」と定まり、以降この呼び名が継続して用いられている。
これに対して、天文同好会の山本一清らは異なる訳語を充てていた。天文同好会の編集により1928年（昭和3年）4月に刊行された『天文年鑑』第1号では星座名 Columba に対して「はと（鳩）」の訳語を充てていたが、1931年（昭和6年）3月に刊行した『天文年鑑』第4号からは星座名を Columba Noae、訳名を「ノアの鳩」と変更し、以降の号でもこの星座名と訳名を継続して用いていた。